# Hubert Raudaschl
Hubert Raudaschl, né le 26 août 1942, à Sankt Gilgen (près du lac Wolfgangsee) est un fabricant autrichien de voilier et ancien navigateur, deux fois vice-champion olympique.

## Biographie
Il a participé à neuf Jeux olympiques entre 1964 et 1996 (dix si l'on compte sa présence à 18 ans, aux Jeux olympiques d'été de 1960 en tant que remplaçant dans l'équipe autrichienne de voile. Son record a été battu en 2012 avec la 10e participation de Ian Millar aux épreuves d'équitation.

## Palmarès

### Jeux olympiques d'été
- Jeux olympiques d'été de 1964 à Tokyo, en dériveur Finn, 5e
- Jeux olympiques d'été de 1968 à Mexico, en dériveur Finn,  Médaille d'argent
- Jeux olympiques d'été de 1972 à Munich, en quillard Tempest à 2, 10e
- Jeux olympiques d'été de 1976 à Montréal, en quillard Soling à 2, 17e avec son frère Walter
- Jeux olympiques d'été de 1980 à Moscou, en quillard Star à 3,  Médaille d'argent
- Jeux olympiques d'été de 1984 à Los Angeles, en quillard à 2, 5e
- Jeux olympiques d'été de 1988 à Séoul, en quillard à 2, 13e
- Jeux olympiques d'été de 1992 à Barcelone, en quillard à 2, 20e
- Jeux olympiques d'été de 1996 à Atlanta, en quillard à 2, 15e

Porte drapeau de l'équipe autrichienne olympique à quatre reprises, en 1972, 1984, 1988 et 1996.

### Championnat du monde
- Championnat du monde de 1964  Finn sailing
- Championnat du monde de 1978  Microcupper sailing